# Café de Tacuba

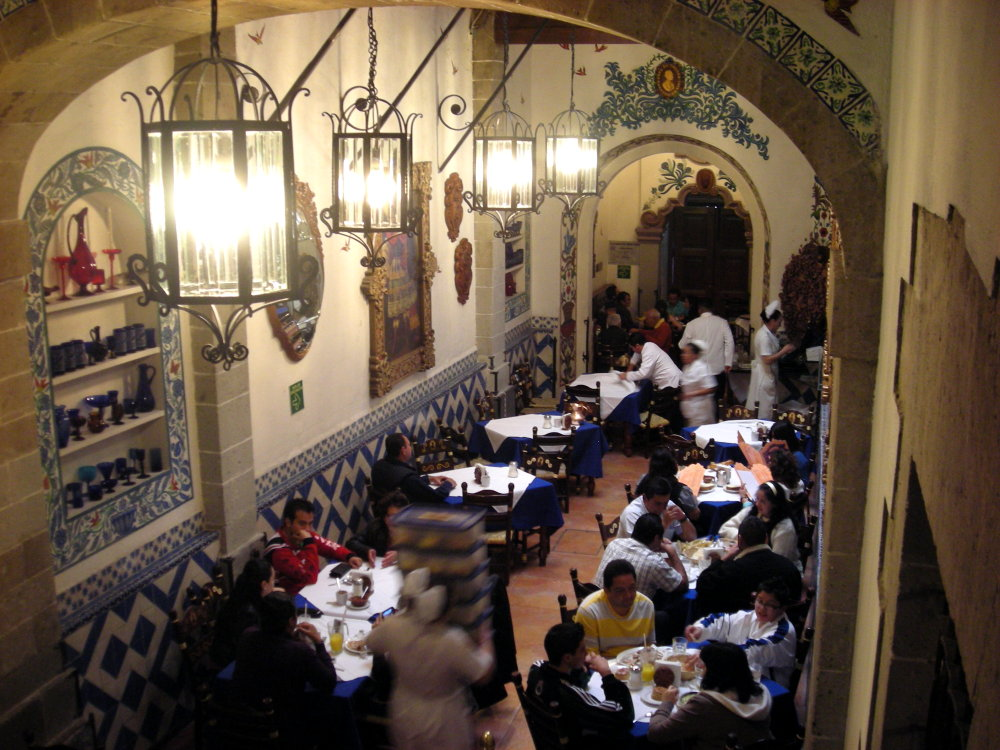
Innenansicht (2011)

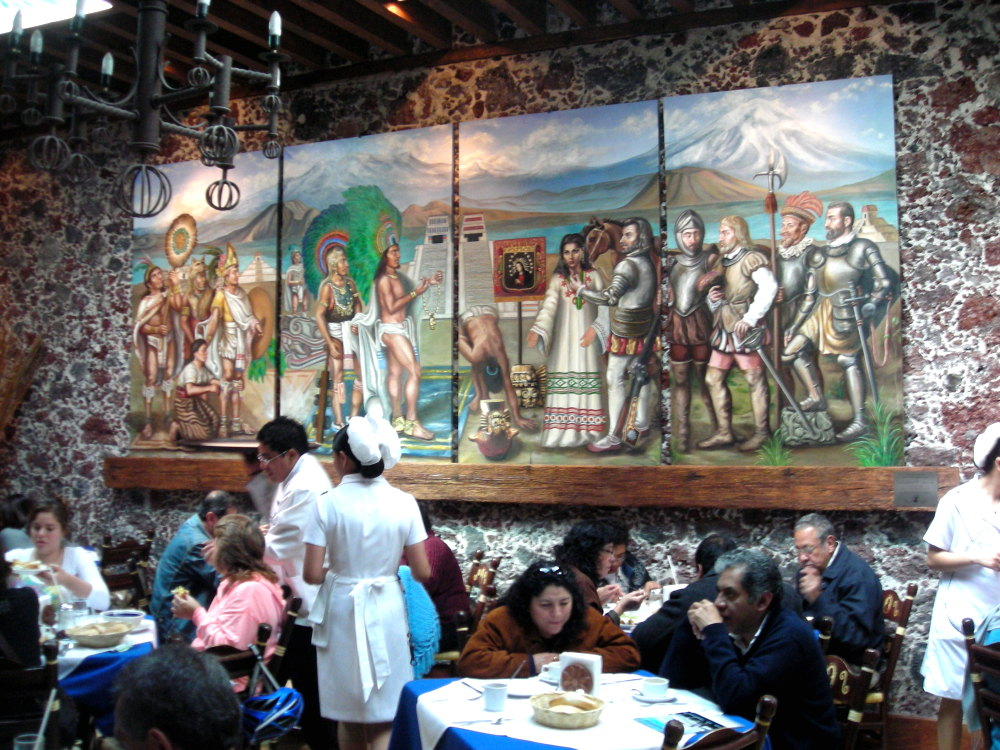
Innenansicht (2011)

Das Café de Tacuba ist eines der berühmtesten und traditionsreichsten Restaurants von Mexiko-Stadt. Es bietet mexikanische Küche in Räumlichkeiten, die von imposanten Wandbildern, Gemälden und Azulejos geschmückt sind.

## Lage
Das Café de Tacuba befindet sich in einem alten Gebäude aus dem 17. Jahrhundert (calle Tacuba 28) im historischen Zentrum von Mexiko-Stadt. Es liegt in unmittelbarer Nähe der Metrostation Allende, die von der Linie 2 bedient wird, und befindet sich etwa auf halber Strecke zwischen dem im Osten gelegenen Zócalo und der im Westen gelegenen Alameda Central, die jeweils nur wenige Hundert Meter entfernt sind.

## Geschichte
1912 kam Dionisio Mollinero von Tabasco nach Mexiko-Stadt, um ein Restaurant zu eröffnen, das authentische und traditionelle mexikanische Gerichte anbieten sollte. In der historischen calle Tacuba wurde er fündig und benannte die von ihm eröffnete Gaststätte nach der Straße, an der sie sich befindet. In dem Gebäude hatte sich zuvor eine Molkerei befunden.
Zu den zahlreichen Persönlichkeiten, die hier eingekehrt sind, gehören der langjährige mexikanische Präsident Porfirio Díaz und der Komponist Agustín Lara ebenso wie der US-amerikanische Autor Oscar Lewis. Lewis wurde von einem Mitarbeiter des Café de Tacuba zu einem Charakter inspiriert, den er in seinen 1961 publizierten Roman The Children of Sanchez integrierte. Nach Lewis’ Ableben 1970 wurde der Roman 1978 unter der Regie von Hall Bartlett mit einigen der größten Stars der mexikanischen Filmgeschichte verfilmt. Die Hauptrollen in dem Film, von dem einige Sequenzen im Café de Tacuba gedreht wurden, spielen Anthony Quinn, Dolores del Río und Katy Jurado.
Am 25. Juni 1936 wurde im Café de Tacuba der damalige Gouverneur des Bundesstaates Veracruz, Manlio Fabio Altamirano Flores, bei einem gemeinsamen Essen mit seiner Frau erschossen.